# بالانج
بالانج هي قرية في مقاطعة أرومية، إيران. عدد سكان هذه القرية هو 2,189 في سنة 2006.